# Lloyd Brevett
Lloyd Brevett (1. srpna 1931 Kingston, Jamajka – 3. května 2012 Saint Andrew Parish, Jamajka) byl jamajský kontrabasista a hudební producent, zakládající člen skupiny The Skatalites. V březnu 2012 jej zastihla mrtvice, stalo se tak dva dny poté, co zabili jeho syna. Zemřel v květnu téhož roku.